# Ewa Krzyżewska
Ewa Krzyżewska (pe numele adevărat Anna Ewa Krzyżewska Kwiatkowska; n. 7 februarie 1939, Varșovia, Polonia – d. 30 iulie 2003, Spania) a fost o actriță de film și teatru poloneză.

## Biografie
Ewa Krzyżewska a fost fiica lui Juliusz Walerian Krzyżewski (dintr-o familie nobilă cu blazonul „Prus”) și Maria Stanisława de Piotrowski. În timpul războiului, familia sa și-a schimbat de câteva ori locul de reședință: Varșovia, Międzylesie lângă Varșovia și Chrzanów (1940-1955). Aici frecventează școala primară și apoi liceul. Încă din timpul școlii, abilitățile sale actoricești au devenit evidente.
După război, în 1955, a locuit împreună cu mama ei la Cracovia, unde în 1956 a început studiile la Școala Națională Superioară de Teatru „Ludwik Solski”. Frumusețea ei a ieșit în evidență când poza i-a fost publicată în 1959 pe coperta revistei „Przekrój”. În timpul studenției a fost remarcată de Janusz Morgenstern, asistentul lui Andrzej Wajda și distribuită în rolul Krystyna Rozbicka în filmul Cenușă și diamant. Pentru rolul ei în acest film, în anul 1960 a primit unicul premiu din viața ei, acordat de Academia Franceză de Film, „Étoile de Cristal” (Steaua de cristal). Între anii 1962-1967 a fost actriță a Teatrului Dramatic din Varșovia. Ocazional a participat la dublare în mai multe filme de limbă străină.
Regizorul Janusz Majewski a caracterizat-o astfel:
„A aparținut acelor actrițe a căror putere de influență a fost deja determinată însăși de apariția ei. Extrem de fotogenică, a avut acest „ceva” care a atras privirea. Înconjurată de un nimb de mister, a fost extrem de introvertită, reticentă la confidențe.”
În 1973, s-a retras din viața artistică și a părăsit țara, (a lucrat, printre altele, în biblioteca ONU din New York, a fost de asemenea agent imobiliar, designer de modă și cosmeticiană) să se stabilească în 1989 împreună cu soțul ei în Almuñécar, Spania. A murit în spital după un tragic accident auto, care a avut loc în 28 iulie 2003 în Spania. A fost îngropată în mormântul familiei Krzyżewscy la cimitirul Powązki din Varșovia.

## Filmografie selectivă
- 1958 Cenușă și diamant (Popiół i diament), regizor Andrzej Wajda - Krystyna
- 1960 Rat (Rat), regizor Veljko Bulajić - Мaria
- 1961 Suzana și băieții (Zuzanna i chłopcy), r. Stanisław Możdżeński - Zuzanna Wiśniewska
- 1963 Ucigașul și fata (Zbrodniarz i panna) - Małgorzata Makowska
- 1963 Действительно вчера (Naprawdę wczoraj) - Teresa
- 1965 Образ жизни (Sposób bycia) - mama
- 1966 Cerul și iadul (Piekło i niebo), r. Stanisław Różewicz
- 1966 Faraonul  (Faraon), r. Jerzy Kawalerowicz - Hebron
- 1966 Heilmittel gegen Liebe (Lekarstwo na miłość) - Honorata
- 1966 Faust XX (România), r. Ion Popescu-Gopo - diabolica Margueritte
- 1967 Reîntoarcerea pe pământ, r. Stanisław Jędryka - Wanda-Irena
- 1970 Operațiunea «Brutus» (Akcja Brutus) - Anastasia
- 1970 Ciocănitoarea (Dzięcioł)
- 1971 How Far Away, How Near (Jak daleko stąd, jak blisko) - Zosia
- 1973 Zazdrość i medycyna - Rebeka Widmarowa

## Legături externe
- Ewa Krzyżewska la Internet Movie Database